# Ilie Bolojan
Ilie-Gavril Bolojan (Vadu Crișului, Bihor; 17 de marzo de 1969) es un político rumano que se desempeña como primer ministro de Rumania desde junio de 2025, anteriormente fue presidente interino de Rumania desde el 12 de febrero de 2025 tras la renuncia de Klaus Iohannis hasta el 26 de mayo de 2025, fue presidente del Senado desde el 23 de diciembre de 2024 hasta el 12 de febrero de 2025 y del 26 de mayo al 24 de junio de 2025. Es la primera persona en haber ocupado ocupar la jefatura de estado y de gobierno de su país.
También fue alcalde de Oradea y presidente del Consejo del condado de Bihor. Tras la histórica derrota del Partido Nacional Liberal en la primera vuelta de las ahora anuladas elecciones presidenciales rumanas de 2024, y la posterior dimisión de Nicolae Ciucă, es el presidente interino del partido.